# Okot p'Bitek
Okot p'Bitek (7 juin 1931 – 20 juillet 1982) est un poète ougandais mondialement connu grâce à La Chanson de Lawino (Song of Lawino), un long poème décrivant à la première personne les tribulations d'une épouse africaine, Lawino, de milieu rural, dont l'époux veut adopter un mode de vie urbain et souhaite que tout soit occidentalisé. L'œuvre est, à l'origine, écrite en langue acholi, sous le titre de Wer per Lawino, et traduite par l'auteur en anglais ; elle est publiée en 1966. C'est une publication importante qui créa un public pour la poésie parmi les anglophones africains, car elle traitait des attitudes et modes de pensée traditionnels d'une manière accessible. L'ouvrage est, en 1970, suivi de son pendant, La chanson d'Ocol (Song of Ocol), qui est la réponse du mari.
La terminologie de East African Song School (« école du chant est-africaine ») ou Okot School poetry (« école poétique d'Okot ») désigne le courant littéraire entretenu par ses continuateurs, appelé aussi familièrement « chant comique », un type de monologue en vers plongeant ses racines dans la phraséologie et le chant traditionnel.

## Biographie
Okot p'Bitek naît en 1931 à Gulu, dans les prairies du nord de l'Ouganda. Son père, Jebedayo Opi, est instituteur, sa mère, Lacwaa Cerina, est une chanteuse traditionnelle. Il est issu du peuple Acholi et il écrit d'abord en luo, une langue nilotique occidentale.
Il effectue sa scolarité secondaire à Gulu, puis rejoint le King's Collège de Budo. Il poursuit ensuite ses études universitaires en Grande-Bretagne. Durant sa scolarité, il se fait remarquer en tant que chanteur, danseur, joueur de percussions et athlète ; il compose et dirige un opéra alors qu'il est étudiant.
Il fait ses premiers voyages en tant que joueur de l'équipe nationale de football d'Ouganda en 1958. À ce moment, il envisage une carrière de footballeur professionnel en Grande-Bretagne. Il étudie les sciences de l'éducation à l'université de Bristol puis le droit à l'université d'Aberystwyth, au Pays de Galles. Il obtient un Bachelor of Letters en anthropologie sociale à l'université d'Oxford grâce à une thèse sur l'acholi et la culture traditionnelle du peuple Lango.
Selon George Heron, il perd sa foi chrétienne durant ces années-là. Cela a une importance majeure quant à son attitude sur son travail antérieur sur la tradition africaine et la vie tribale. Son personnage, Lawino, parle en son nom sur ces sujets en quelques occasions. 
Il écrit un premier roman, Lak Tar Miyo Kinyero Wi Lobo (1953), en luo, traduit ensuite en anglais sous le titre White Teeth (Dents blanches). Il porte sur l'expérience d'un jeune Acholi qui quitte son foyer pour trouver un travail et une épouse. Il organise un festival artistique à Gulu, puis à Kisumu. Il enseigne par la suite à l'université Makerere, puis devient directeur du théâtre national ougandais de 1966 à 1968.
Il devient indésirable aux yeux du gouvernement ougandais et occupe alors des postes d'enseignant dans des pays étrangers. Il participe au programme international d'écriture de l'université de l'Iowa en 1969. Il est professeur associé (senior research fellow and lecturer) à l'institut d'études africaines de l'université de Nairobi au Kenya entre 1971 et 1978 ; il travaille aussi ponctuellement pour l'université du Texas à Austin et l'Université Obafemi-Awolowo, à Ife, au Nigeria, en 1978-1979. Il reste en exil durant toute la durée du régime d'Idi Amin Dada, et revient en 1982 à l'université Makerere, où il enseigne la création littéraire.
Outre sa poésie et ses romans, il participe au débat concernant l'intégration des religions traditionnelles africaines dans les cursus scolaires. Il affirme dans son écrit, African Religions in Western Scholarship (1970), que les chercheurs centrés sur le préoccupations européennes sont des « contrebandiers intellectuels ». Il vise notamment les Africains élevés dans la tradition chrétienne, amenés à se consacrer à des sujets éloignés des préoccupations réelles des Africains ; cela est, bien évidemment, controversé. Il se déclare athée.
Il meurt à Kampala d'un arrêt cardiaque en 1982. Il survit au travers de ses filles, Agnes Oyella et Jane Okot p'Bitek, qui écrivirent une Chanson d'adieu (Song of Farewell) en 1994, Olga Okot Bitek Ojelel et Cecilia Okot Bitek, infirmières, Juliane Okot Bitek qui écrit de la poésie et d'un fils, George Okot p'Bitek, enseignant à Kampala, issus de son union avec sa femme, Caroline. Olga, Cecilia et Juliane vivent à Vancouver, au Canada. En 2004 Juliane est récipiendaire du prix Commonwealth Short Story Contest, pour sa nouvelle Going Home.

## Œuvres
- (luo) Lak Tar Miyo Kinyero Wi Lobo (1953) ; roman en luo, traduction anglaise White Teeth
- (en) Song of Lawino: A Lament (1966) ; poème, traduction de l'œuvre originale en luo Wer pa Lawino
- (en) The Defence of Lawino (1969) ; traduction alternative par Taban lo Liyong
- (en) Song of Ocol (1970) ; poème, écrit en anglais
- (en) Religion of the Central Luo (1971)
- (en) Two Songs: Song of a Prisoner, Song of Malaya (1971) ; poèmes
- (en) African Religions in Western Scholarship (1971, Nairobi)
- (en) Africa's Cultural Revolution (1973) ; essais
- (en) Horn of My Love (traduction de vers de la tradition orale), Londres, Heinemann Educational Books, 1974, 182 p. (ISBN 0-435-90147-8)
- (en) Hare and Hornbill (1978) ; collection de contes traditionnels
- (en) Acholi Proverbs (1985)
- (en) Artist, the Ruler: Essays on Art, Culture and Values (1986)